# Herinneringsmedaille voor de Zorg voor Geïnterneerden 1914-1918
De Herinneringsmedaille voor de Zorg voor Geïnterneerden 1914-1918 is een Deense onderscheiding. Het is een ereteken van het Deense Rode Kruis die door de Deense regering werd erkend en door Denen mocht worden aangenomen en gedragen.
De zorg voor de in Denemarken geïnterneerde militairen van de oorlogvoerende partijen Duitsland en het Verenigd Koninkrijk werd door het Deense Rode Kruis georganiseerd. Militairen van oorlogvoerende landen werden in het neutrale Denemarken volgens de regels van het oorlogsrecht tot aan het einde van de vijandelijkheden geïnterneerd. 
Het versiersel is een rood geëmailleerd kruis van Genève binnen een zware zilveren krans. Het stempel werd in 1953 opnieuw gebruikt voor de Medaille van het Rode Kruis ter Herinnering aan de Uitwisseling van Krijgsgevangenen in 1953.
Medailles van Verdienste ·
Medaille voor Langdurige Dienst ·
Medaille "Ingenio et Arti" ·
Medaille voor Nobele Daden ·
Ereteken van het Deense Rode Kruis ·
Medaille van Verdienste voor de Groenlandse Onafhankelijkheid ·
Herinneringsmedaille aan de 70e Verjaardag van Hare Majesteit Koningin Margrethe
Herinneringsmedaille aan de 75e Verjaardag van Prins Henrik

Zie ook: Historische Orden van Denemarken · Onderscheidingen in Denemarken
Onderscheidingen van het Nederlandse Rode Kruis · Onderscheidingen van het Internationale Rode Kruis · Onderscheidingen van het Belgische Rode Kruis · Onderscheidingen van het Deense Rode Kruis

Zie ook: Onderscheidingen met het Rode Kruis